# CLP Group

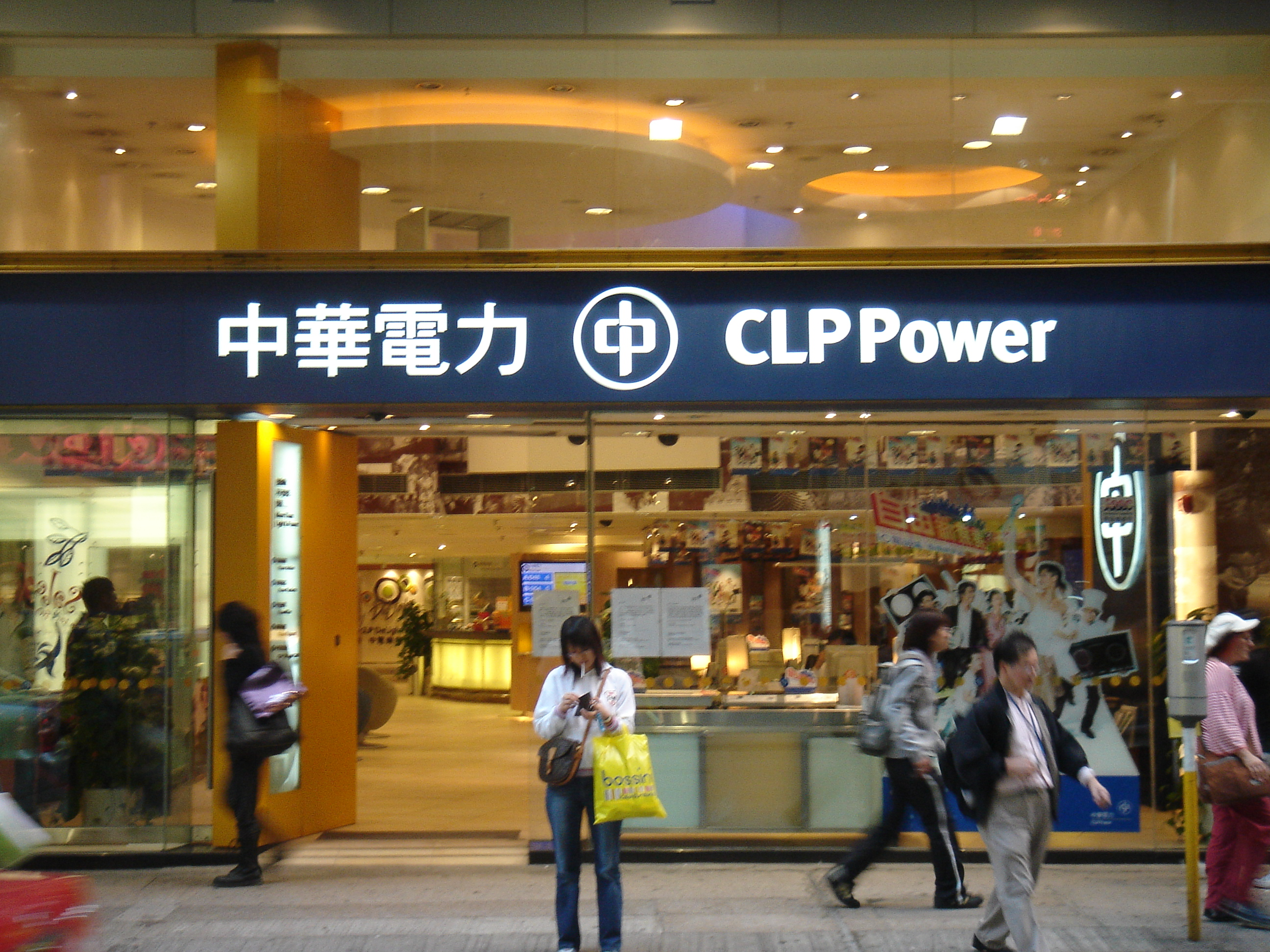
Une boutique CLP Power à Tsim Sha Tsui, Hong Kong

Le Groupe CLP (chinois traditionnel : 中電集團) et sa holding, CLP Holdings Ltd (HKSE : 0002) ((zh)), est une entreprise du secteur de  l'électricité basée à Hong Kong et présente dans un certain nombre de marchés asiatiques ainsi qu'en Australie. CLP produit, achemine et vend de l'électricité.

## Histoire

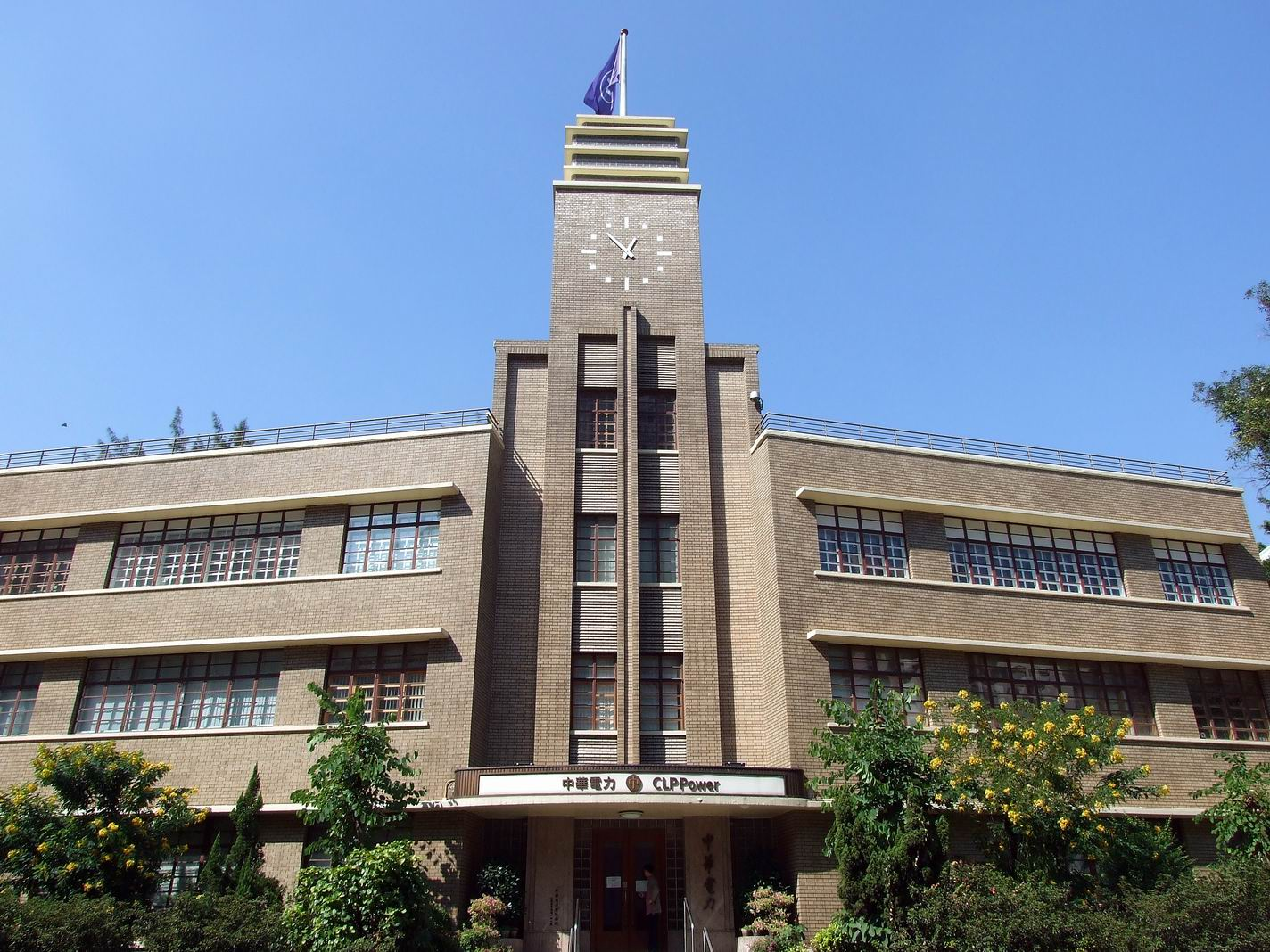
Un bâtiment de CLP, 2007

Fondé à Hong Kong en 1901 sous le nom China Light & Power Company Syndicate avec des capitaux investis par Shewan Tomes and Company et la famille Kadoorie, il a en 1919 mis en place une centrale électrique alimentant les réverbères de Kowloon. La famille  Kadoorie rejoint le conseil d'administration en 1930.
En 1983, l'entreprise établit une coentreprise à 25 %/75 % avec Guangdong Nuclear Power pour la construction et l'exploitation de la centrale nucléaire de Daya Bay.
En janvier 1997, le gouvernement chinois, via la CITIC Pacific, rachète 20 % du capital de CLP pour 12 milliards de francs
Le 6 janvier 1998, CLP Holdings Limited remplace China Light & Power Company, Limited en tant que nouvelle holding cotée à la Bourse de Hong Kong.
En octobre 2013, ExxonMobil revend 30 % de Castle Peak Power Company (CAPCO) à CLP pour 12 milliards de dollars de Hong Kong

## Marchés à l'étranger
Depuis 2007, CLP s'est développée en dehors de Hong Kong via des fusions et acquisitions. Les marchés investis incluent l'Australie, l'Inde, le Laos, la République populaire de Chine, les Philippines, Taïwan, et la Thaïlande.
Son premier marché à l'étranger fut la Chine continentale. En connectant ses centrales électriques à Hong Kong avec le réseau électrique chinois, [réf. nécessaire] CLP a commencé à fournir de l'énergie à ce pays en 1979.
Les années 1990 ont vu le début de l'activité de fusion-acquisition, lorsque CLP a acquis près d'une demi-douzaine d'entreprises entre 1996 et 2005. En 1996, elle fait l'acquisition de Taïwan Cement Corporation; en 1998, prend des parts dans Thai Electricity Generating Public Co Ltd; et en 2001, l’australien Yallourn Energy. Elle a étendu ses opérations en Australie à la vente aux particuliers en achetant TXU Merchant Energy en 2005. Et en 2002 CLP a acquis une entreprise indienne, Gujarat Paguthan Energy Corporation  Private Limited.

## Centrales électriques
CLP dispose de nombreuses centrales électriques en Asie. La plupart sont des centrales thermiques, [réf. nécessaire] l'entreprise génère aussi de l'électricité via l'énergie nucléaire et l'énergie éolienne.

### Hong Kong
Les centrales de Hong Kong incluent notamment Black Point, Castle Peak et Penny's Bay. En 2007, l'association Greenpeace cible la centrale de charbon de Castle Peak : quatre grimpeurs tendent une banderole autour de silo de cendres sur laquelle est écrit "les changements climatiques commencent ici".

### Chine
CLP dispose de deux centrales dans la province de Guangdong, la centrale nucléaire de Daya Bay et la centrale hydroélectrique de pompage-turbinage de Guangzhou a Conghua. Elle opère aussi une centrale dans la province de Guangxi à Fangchenggang.

### Inde
Les centrales de CLP en Inde incluent l'ancien générateur de Gujarat Paguthan Energy Corporation, et une centrale thermique en projet à Jhajjar, Haryana, qui devrait être opérationnelle en 2012.
L'entreprise dispose aussi de champs d'éoliennes dans le pays.